# 约瑟夫·基茨米勒
约瑟夫·基茨米勒（德語：Josef Kitzmüller，1912年6月21日—1979年5月14日），奥地利男子足球运动员，司职前锋。他曾代表奥地利国奥队参加1936年夏季奥林匹克运动会足球比赛，获得一枚银牌。